# Star Wars Encyclopedia
Энциклопедия Звёздных войн (англ. Star Wars Encyclopedia) — справочник, выпущенный в 1998 году Стивеном Сансвитом, в котором были представлены описания, определения и объяснения касательно персонажей, существ, мест, объектов, событий и понятий, использовавшихся в создании научно-фантастической саги «Звёздные войны». Данные для написаны были взяты из оригинальной кинотрилогии, радиопостановок, романов, рассказов, графических романов и компьютерных игр. Предисловие к книге написал известный писатель-фантаст Тимоти Зан.
В 2008 году Сансвит переиздан справочник в виде существенно расширенной трёхтомной «Полной энциклопедии Звёздных войн» (англ. Complete Star Wars Encyclopedia).